# Henry Tonks
Henry Tonks (Solihull, 9 aprile 1862 – Chelsea (Londra), 8 gennaio 1937) è stato un pittore e insegnante britannico.
Prima di intraprendere la carriera artistica si era laureato in medicina ed aveva esercitato la professione di chirurgo. Solo in seguito si impegnò come pittore, disegnatore e caricaturista e divenne un influente insegnante presso la Slade School of Fine Art.

## Biografia

### Gli anni giovanili e la carriera come chirurgo
Henry Tonks nacque a Solihull, Warwickshire, quinto degli undici figli di Edmund Tonks, proprietario di una fonderia di ottone a Birmingham, e di sua moglie Julia Johnson.
Frequentò brevemente il Clifton College a Bristol, e all'età di 16 anni decise di intraprendere la carriera nel campo medico. Con questo obiettivo in mente studiò medicina prima al Royal Sussex County Hospital a Brighton, (1882-1885) e poi presso il Royal London Hospital a Whitechapel (1885-1888), dove, nel 1886, fu nominato chirurgo sotto Sir Frederick Treves. Nel 1888 superò con successo l'esame finale e divenne un membro del Royal College of Surgeons of England.
L'anno successivo divenne medico interno presso il Royal Free Hospital a Londra e nel 1892 ottenne l'incarico di insegnante di anatomia presso la London Hospital Medical School.

### Insegnante alla Slade School of Fine Art

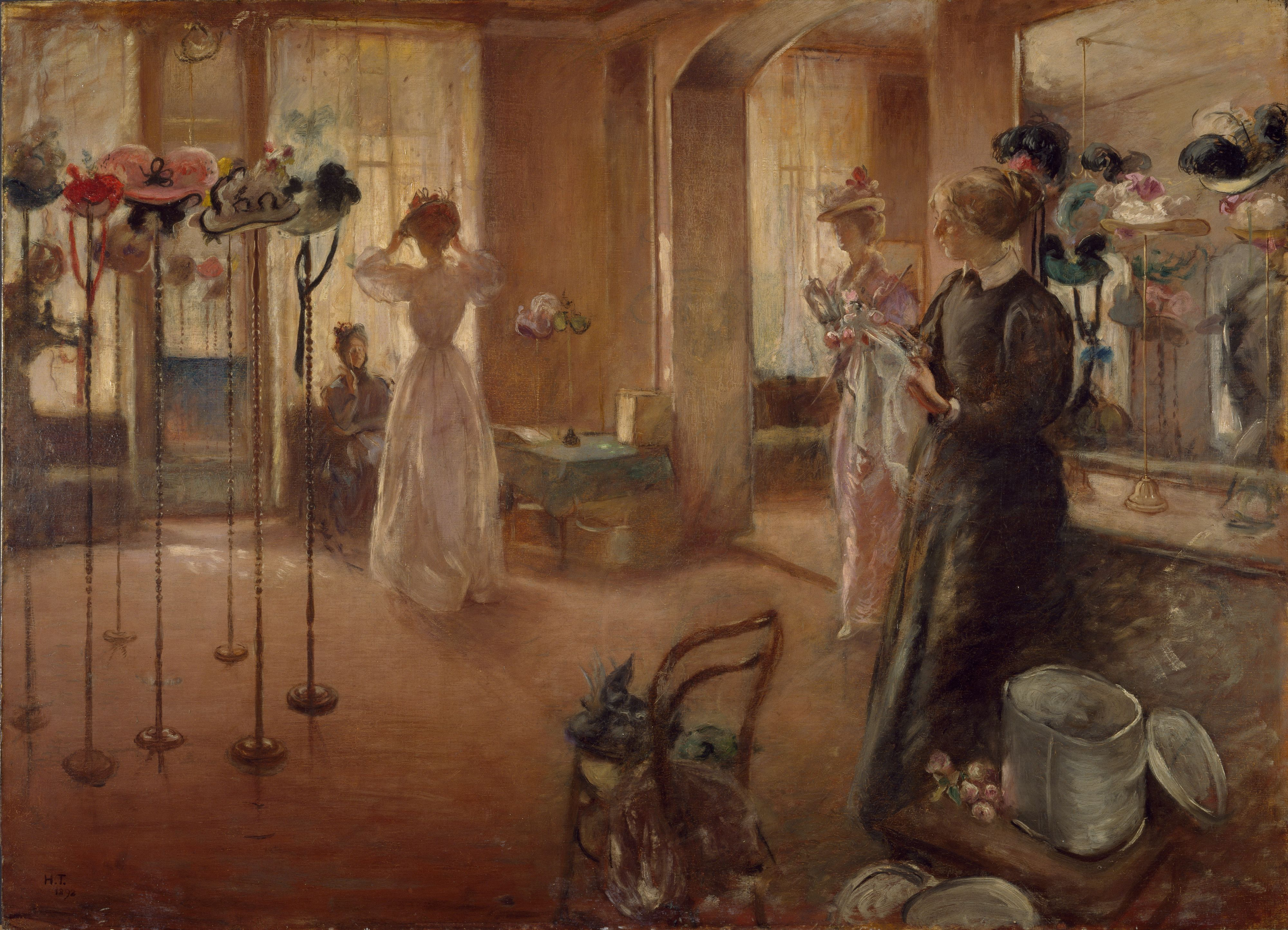
Henry Tonks, Il negozio di cappelli (1892; Birmingham Museums Trust).

A partire dal 1888, nel suo tempo libero Tonks iniziò a frequentare i corsi serali di disegno presso la Westminster School of Art, all'epoca diretta da Frederick Brown. Nel 1891 espose i suoi primi lavori al New English Art Club.
Quando Brown, nel 1892, divenne professore della Slade School of Fine Art, convinse Tonks a rinunciare alla carriera medica per diventare suo assistente e insegnante di disegno e anatomia. Come insegnante Tonks acquisì la reputazione di essere molto severo con i suoi studenti; fu comunque considerato «il professore più famoso e formidabile della sua epoca».
Negli anni di fine XIX secolo ebbe tra i suoi allievi Augustus John, Gwen John, Percy Wyndham Lewis, Harold Gilman e Spencer Gore. Tuttavia, fu la generazione a cui insegnò agli inizi del XX secolo che lasciò il segno nel mondo dell'arte britannica e non solo. Furono suoi studenti in quel periodo Mark Gertler, Christopher R.W. Nevinson, David Bomberg, Dora Carrington, Dorothy Brett, Isaac Rosenberg, Stanley Spencer, Maxwell Gordon Lightfoot, Paul Nash, Edward Wadsworth e Adrian Allinson.

### Prima guerra mondiale

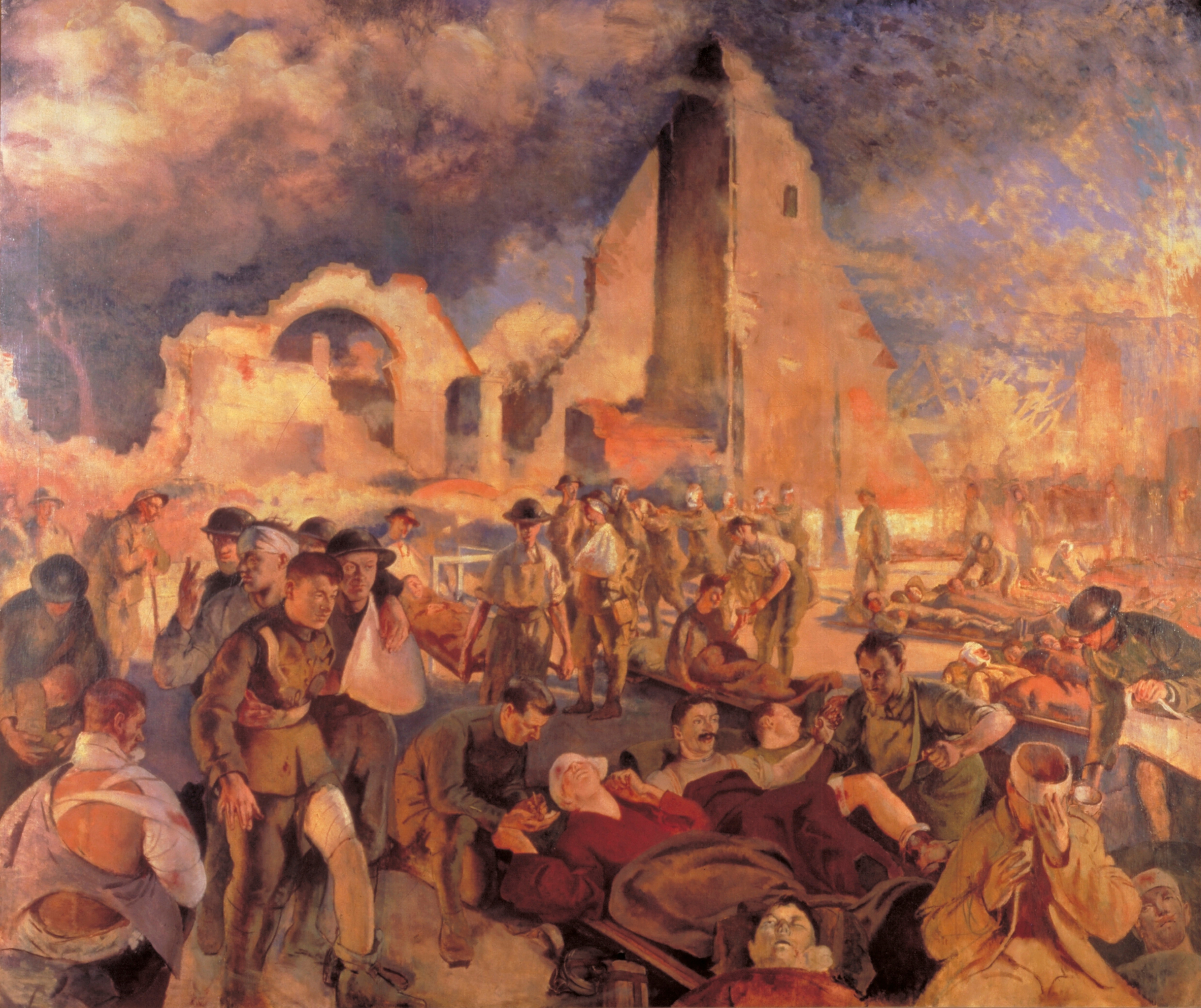
Henry Tonks. An Advanced Dressing Station (1918

Allo scoppio della prima guerra mondiale, Tonks tornò a fare il medico e si unì al Royal Army Medical Military Corps sul fronte occidentale. Nel 1914 operò prima in un campo di prigionieri di guerra a Dorchester e poi a Hill Hall, in Essex. Nel 1915 fu impiegato come medico della Croce Rossa Britannica, nei pressi del fiume Marna, in Francia; in seguito si unì ad una unità di ambulanze, organizzata dallo storico George Macaulay Trevelyan, destinata ad operare sul fronte italiano.

Nel 1916 venne promosso a tenente della Royal Army Medical Corps e in questa veste visitò il gruppo diretto da Harold Gillies, presso l'ospedale militare di Cambridge, a Aldershot. Come medico e artista, fu selezionato per far parte della pionieristica squadra di chirurgia plastica diretta da Gillies. Il suo ruolo era quello di fare disegni a pastello delle lesioni facciali dei soldati feriti. L'unità si rivelò però inadeguata e fu deciso di creare un nuovo reparto presso il Queen Mary’s Hospital, a Sidcup, dedicato specificatamente alla cura delle ferite al volto. Nella nuova struttura Tonks mantenne il suo incarico di disegnare i volti dei soldati feriti, prima e dopo l'intervento del chirurgo.

Nel 1918 Tonks fu nominato in modo ufficiale  'artista di guerra'  e fu incaricato di accompagnare John Singer Sargent nelle sue visite sul fronte occidentale. Dipinse in questo periodo una delle sue opere più note,  "An Advance Dressing Station in France" , (1918), che attualmente fa parte della collezione dell'Imperial War Museum.

### L'ultimo periodo

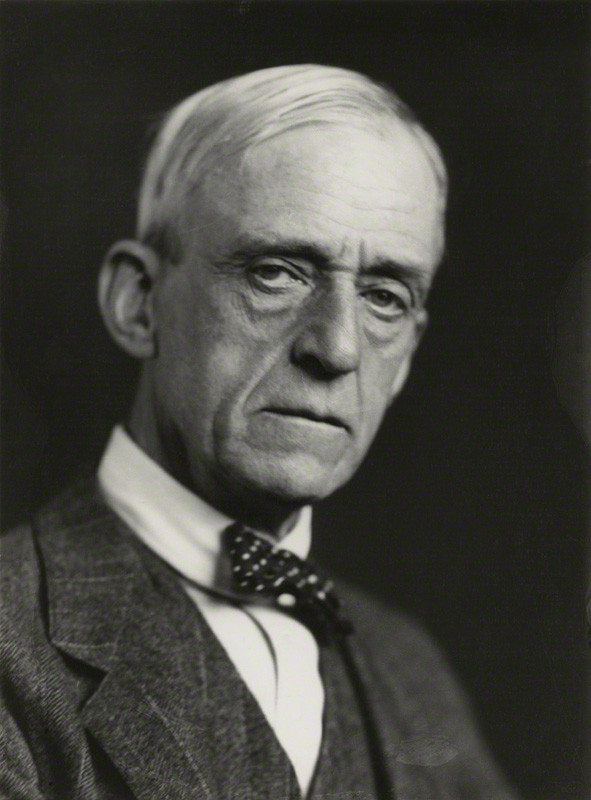
Henry Tonks, fotografato da George C. Beresford, 1922

Nel 1918, terminata la guerra, Tonks tornò alla Slade School. Successe a Frederick Brown, che aveva lasciato la cattedra di professore, e mantenne la carica fino al 1930, quando anche lui decise di ritirarsi. Nel 1930 fu nominato professore emerito di belle arti all'Università di Londra e gli fu offerto il titolo di cavaliere, che lui però rifiutò.

Negli anni successivi scrisse articoli sul Times e continuò a dipingere. Nel 1936 fu allestita una sua mostra retrospettiva alla Tate Gallery, secondo artista britannico ad essere onorato di ciò mentre era ancora in vita.

Morì l'8 gennaio 1937 nella sua casa di Chelsea, a Londra.

## La carriera artistica
Oltre che un valido professore, Tonks fu un eccellente disegnatore e un buon pittore, che abbinò la conoscenza dell'anatomia con interessanti effetti di luce: le opere di Tonks hanno spesso un carattere intimista e rappresentano principalmente interni illuminati di luce calda. 
Nei dipinti ad olio le sue immagini appaiono spesso piuttosto laboriose, in parte anche a causa dell'utilizzo di una particolare tecnica, detta  'Tonking' , che prevedeva l'uso di materiale assorbente per asciugare l'olio in eccesso sulla tela al termine di ogni giornata di lavoro, in modo da ottenere una superficie asciutta per la sessione successiva.

Il suo lavoro più noto è probabilmente  'Saturday Night in The Vale'  (1928-1929, Tate Gallery, Londra), che mostra il romanziere e critico George Moore mentre legge ad alta voce in una riunione nello studio di Tonks a 'The Vale', Chelsea. Moore in realtà si lamentò che era stato effigiato come un  'vecchio flaccido' , mentre Tonks si era raffigurato come un giovane ed elegante  'semidio' .
Nel 1930 fu pubblicato il volume di Harold Gillies, "Plastic Surgery of the Face" (Chirurgia plastica del volto), illustrato con i disegni a pastello di Henry Tonks, realizzati durante la guerra e raffiguranti le lesioni facciali dei soldati feriti. L'estremo realismo dei disegni creò molto scalpore e aspre discussioni. Gli originali furono in seguito acquistati dal Royal College of Surgeons of England.

Negli ultimi anni i pastelli di Tonks sono stati esposti in varie mostre: "Henry Tonks: Art and Surgery" alla 'Strang Print Room' della 'University College di Londra' nel 2002; "Faces of Battle" presso il 'National Army Museum' nel 2008; "Soldiers with Facial Wounds", 1916-18, sezione della mostra "The Great War in Portraits", organizzata presso la 'National Portrait Gallery' nel 2014, in occasione del centenario della prima guerra mondiale.

## Galleria d'immagini

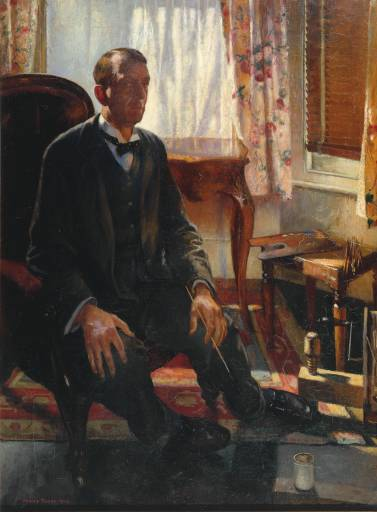
Henry Tonks, Autoritratto, (1909)
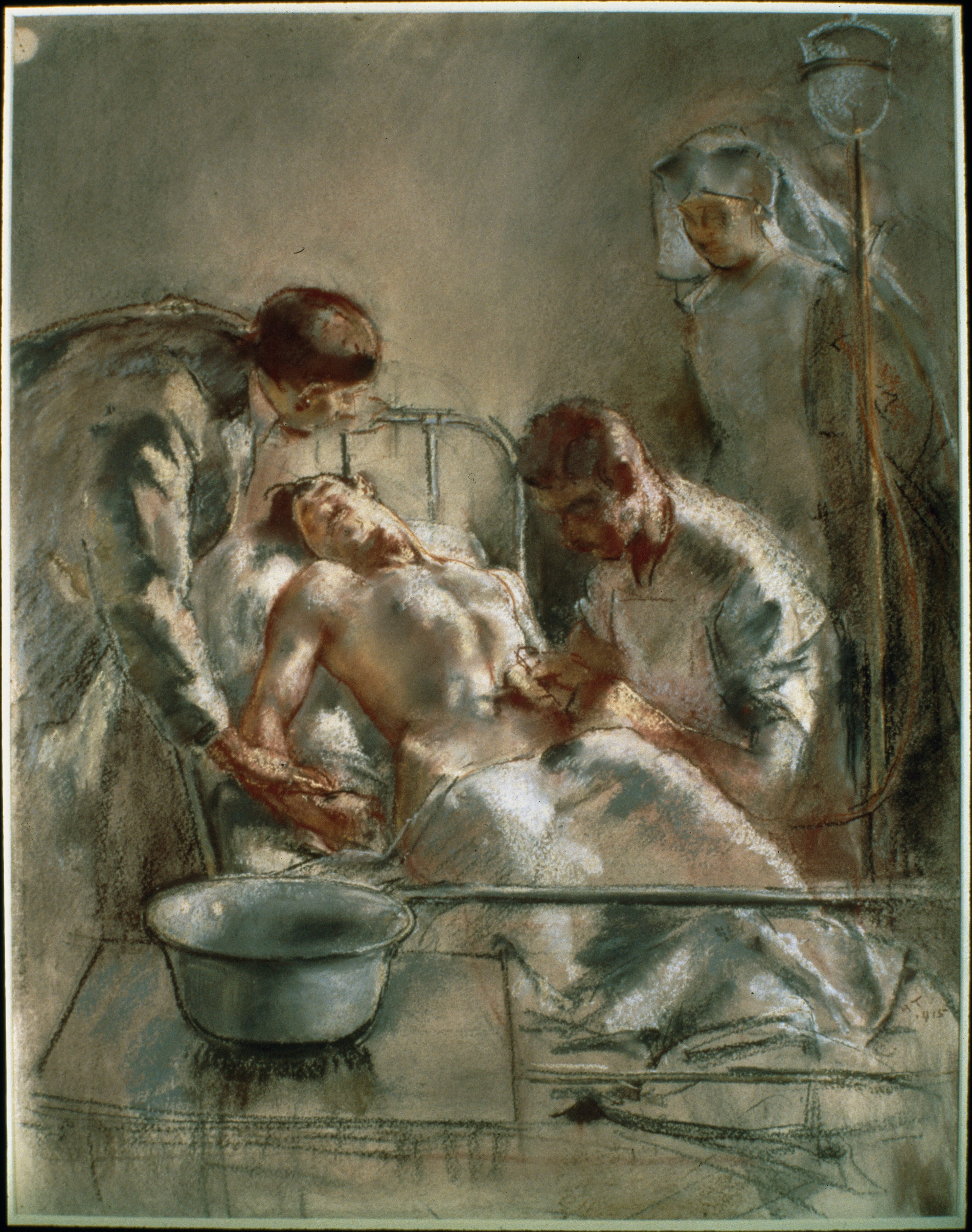
Henry Tonks, Infusioni saline:un incidente nell'ospedale della Croce Rossa britannica, Arc-en-Barrois, 1915, (1915)
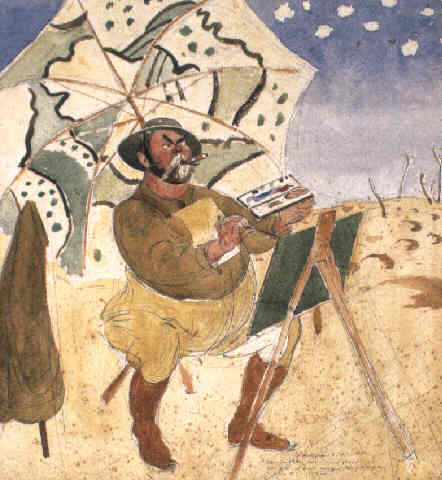
Henry Tonks, John Singer Sargent mentre dipinge, (c.1918)
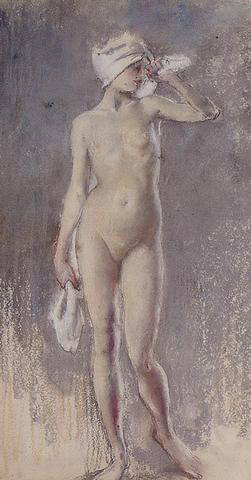
Henry Tonks, Figura in piedi, (c.1918)
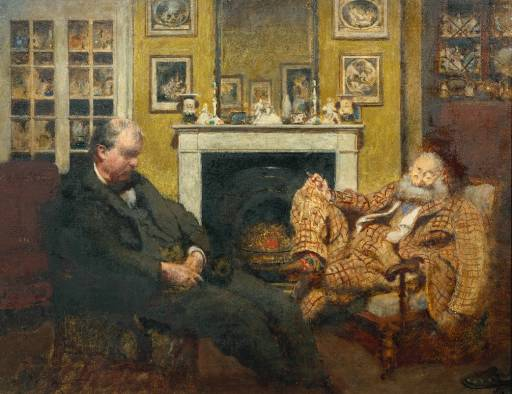
Henry Tonks, Mr Steer e Mr Sickert, (1930)